# Rio Encano
Rio Encano (portugisiska: Rio Engano) är ett vattendrag i Brasilien.   Det ligger i delstaten Santa Catarina, i den södra delen av landet, 1 200 km söder om huvudstaden Brasília.
I omgivningarna runt Rio Encano växer i huvudsak städsegrön lövskog. Runt Rio Encano är det tätbefolkat, med 613 invånare per kvadratkilometer.